# سیارک ۶۱۷۵
سیارک ۶۱۷۵ (به انگلیسی: 6175 Cori، نامگذاری:1983XW) شش هزار و صد و هفتاد و پنجمین سیارک کشف شده‌است که در ۴ دسامبر ۱۹۸۳ کشف شد.
قدر مطلق سیارک برابر ۱۲٫۶۰ است.